# Porrorhynchus
Porrorhynchus is een geslacht van kevers uit de familie schrijvertjes (Gyrinidae).
Het geslacht is voor het eerst wetenschappelijk beschreven in 1835 door Laporte de Castelnau.

## Soorten
Het geslacht omvat de volgende soorten:
- Porrorhynchus barthelemyi Régimbart, 1907
- Porrorhynchus brevirostris Régimbart, 1877
- Porrorhynchus depressus Régimbart, 1892
- Porrorhynchus landaisi Régimbart, 1892
- Porrorhynchus marginatus Laporte de Castelnau, 1835